# Петар Борота
Петар Борота (Београд, 5. март 1952 — Ђенова, 12. фебруар 2010) биo je југословенски и српски фудбалски голман. Бранио је у неколико различитих фудбалских клубова, од којих су најпознатији ОФК Београд, Партизан, Челси и Порто.

## Спортска каријера

### ОФК Београд
За екипу ОФК је бранио на 176 утакмица, од тога 131 првенствену утакмицу. У време Петра Бороте, ОФК је освојио два трећа 1972 и 1973, два пета 1970 и 1974, једно четврто 1971 и једно осмо место 1975 у југословенској лиги. Са екипом ОФК Београда није постигао за њега задовољавајуће резултате, иако је бранио одлично, па је 1976/77. прешао у ФК Партизан.

### Партизан
Одмах по доласку у Партизан, Борота је дао свој допринос тиму и стекао симпатије навијача. Под вођством Анте Младинића Партизан је те сезоне надмоћно освојио титулу првака државе, чак пет бодова испред другопласиране Црвене звезде, а Борота је у 34 утакмице само 19 пута капитулирао.
Многе Боротине утакмице су остале упамћене по нечему. На реванш утакмици у Купу Шампиона против дрезденског Динама, Партизану је одговарала победа, нерешен резултат или минималан пораз. Партизан је у Београду победио са 2:0 и имао је одличну генерацију која је могла да постигне добар резултат у Европи. Борота је у току игре, после добре одбране, без икаквог разлога спустио лопту у петерац, за тада такозвану бековску лопту, да би је дегажирао. Један од играча дрезденског Динама је пришао лопти и само ју је ћушнуо у гол. Касније, Партизан је примио још један гол, изгубио на пенале и испао у првом колу.
Друга утакмица за памћење је утакмица против Црвене звезде. Дерби се играо по снегу. Поновила се потпуно иста ситуација као у Дрездену. Борота је добром одбраном зауставио напад противничког тима, при чему је играч Црвене звезде направио прекршај над Боротом. Мислећи да је судија свирао прекршај у нападу (заправо је дозволио да се игра настави, пошто је лопта била у Боротином поседу), Борота је одмах спустио лопту у петерац и кренуо да даје инструкције саиграчима. Милош Шестић, нападач Црвене звезде, који је био у непосредној близини, пришао је лопти и неометано је убацио у Партизанову мрежу. Борота се жалио код судије, али то није помогло. И ту утакмицу је Партизан изгубио - крајњи резултат је био 3:1 за Звезду.
Борота је у Партизану провео 3 сезоне, одиграо 141 утакмицу, од тога 77 првенствених утакмица. Освојио је једну титулу првака државе и остао упамћен по свом ексцентричном понашању како на утакмицама тако и у приватном животу.

### Челси
После Партизана, Борота је 1979. године прешао у лондонски прволигашки клуб Челси за £70.000. Челси се те сезоне борио за опстанак и на свом дебију за плаве, Борота је напречац освојио навијаче. Утакмица се играла против тадашњег Европског првака Ливерпула. Борота је успео да сачува мрежу нетакнуту и резултат је остао нерешен 0:0.
Челси је следеће сезоне играо у другој енглеској лиги, али је Борота пропустио само једну утакмицу и Челси је завршио ту сезону на четвртом месту. Популарност Бороте код навијача Челсија никад није долазила у питање. Стално је радио ствари које су одушевљавале навијаче. Сваки гол Челсија је прослављао са навијачима иза свог гола. Када су навијачи на једној утакмици бесни улетели у терен Борота им се придружио. Често је дриблао противничке играче до половине свог терена, тако је и примио једини гол на утакмици против Вотфорда (Watford's Malcolm Poskett), са 30 јарди. Доводио је тренере до беса јер је после успешне интервенције имао обичај да баца лопту на пречку од гола и да се тако игра са живцима навијача и саиграча. Једном приликом је одбранио пенал а качкет који је носио је упао у гол иза гол црте. Борота се са лоптом у рукама ноншалантно ушетао у гол да би подигао качкет и наравно судија је свирао гол. У сезони 1980/81, Челси је у двадесет два сусрета постигао гол само на три, али је Борота успео да сачува нетакнуту мрежу на шеснаест сусрета. Те године је проглашен за Челсијевог играча године (Player of the Year award).
Следеће сезоне је дошао нови тренер, Џон Нил, који није волео Боротине бравуре и Борота је испао из тима. За Челси је одиграо 114 утакмица, 107 лигашких, и од тога на 36 утакмица није примио ни један гол.

### Португал
После Челсија Борота је 1982. године прешао у Брентфорд, али није бранио ни на једној утакмици. После ове кратке епизоде прешао је у Португал где је укупно одиграо 23 утакмице за неколико различитих тимова, Портимонензе, Боависту и Порто. Каријеру је завршио 1986. године.

### Репрезентација
За младу репрезентацију Југославије Борота је наступио на двадесет седам утакмица.
Борота је за сениорску репрезентацију Југославије бранио на четири утакмице. Свој деби је имао 5. октобра 1977. године у Будимпешти на Неп стадиону, на пријатељској утакмици против репрезентације Мађарске. Утакмица је одиграна пред 20.000 гледалаца и резултат је био 4:3 за мађаре. Борота је ушао у 71 минуту игре, уместо Каталинића, код резултата 4:1 за мађаре. Унео је неку сигурност и до краја утакмице Југославија је постигла још два гола, и ублажила пораз.
Задњу утакмицу за репрезентацију Борота је одиграо 25. октобра 1978. године против Румуније. Утакмица је била у оквиру квалификација за европско првенство одиграна у Букурешту пред 24.090 гледалаца и крајњи резултат је био 3:2 за Румуне.
Најинтересантнија утакмица је одиграна 13. новембра 1977. године у Букурешту, када се репрезентација Југославије састала, у оквиру квалификација за светско првенство у Аргентини, са репрезентацијом Румуније.
Репрезентација је играла у следећем саставу:
- (1) Петар Борота (голман), (2) Мужинић, (3) Бољат, (4) Трифуновић,(5) Стојковић, (6) Хатунић, (7) Жунгул, (8) Николић, (9) Филиповић, (10) Сушић, (11) Шурјак (13) Вукотић и (14) Зајец. Селектори су били Марко Валок, Стеван Вилотић и Гојко Зец.

| 13. новембар 1977.                                   |     |                                                                  |                                                                                  |
| Румунија                                             | 4-6 | Југославија                                                      | Град: Букурешт Стадион Стеауа Судија: Алфред Делкурт (Белгија) Гледалаца: 35.000 |
| Вигу 2’ · Јорданеску 40’ · Белењи 44’ · Ђорђеску 68’ |     | Сушић 14’ 51’ 62’ · Мужинић 18’ · Трифуновић 79’ · Филиповић 84’ | Град: Букурешт Стадион Стеауа Судија: Алфред Делкурт (Белгија) Гледалаца: 35.000 |

## Играчка статистика у ФК Партизан
| Такмичење              | Број утакмица | Број голова |
| ---------------------- | ------------- | ----------- |
| Првенствене            | 77            | 0           |
| Интернационалне        | 11            | 0           |
| Пријатељске            | 39            | 0           |
| Куп Југославије        | 4             | 0           |
| Куп европских шампиона | 3             | 0           |
| Средњоевропски Куп     | 4             | 0           |
| Лига младих тимова     | 3             | 0           |
| Укупно                 | 141           | 0           |